# Clubiona pseudogermanica
Clubiona pseudogermanica là một loài nhện trong họ Clubionidae.
Loài này thuộc chi Clubiona. Clubiona pseudogermanica được Ehrenfried Schenkel-Haas miêu tả năm 1936.